# Кондонське сільське поселення
Ко́ндонське сільське поселення (рос. Кондонское сельское поселение) — сільське поселення у складі Солнечного району Хабаровського краю Росії.
Адміністративний центр та єдиний населений пункт — село Кондон.

## Населення
Населення сільського поселення становить 515 осіб (2019; 482 у 2010, 477 у 2002).